# Šlechtové ze Všehrd
Šlechtové ze Všehrd jsou starý český vladycký rod, který vznikl spojením dvou rodů.

## Historie
Jako první známý předek rodu se uvádí Mikuláš Šlechta, jehož syn Jan spolu se spolužákem z univerzity a přítelem Viktorinem Kornelem byl přijat Janem z Všehrd, který se nazýval Vlčí hrdlo, k jeho erbu a tzv. erbovní strýcovství.
Jan Šlechta z Všehrd (1466–1525) vystudoval pražskou univerzitu, kde se stal bakalářem svobodných umění v době, kdy zde působil Viktorín Korel jako děkan. Sepsal filosofické dílo Microcosmos, kde volně zpracoval myšlenky platonika M. Ficina. Vychází z teze, že malý lidský svět byl stvořen bohem analogicky k světu velkému. Dochovala se korespondence s Erasmem Rotterdamským, Jeronýmem Balbem, Bohuslavem Hasištejnským z Lobkovic, Řehořem Hrubým a dalšími humanisty.
Burian musel po Bílé hoře emigrovat kvůli své víře. Václav vystudoval teologii, získal titul bakaláře. Posledním příslušníkem rodu, který se psal ze Všehrd, byl Dětřich žijící koncem 18. století.
František Xaver Vincenc bojoval v mnoha bitvách po celé Evropě, získal hodnost generálmajora. V roce 1819 povýšil do stavu svobodných pánů a jelikož nosil jméno Šlechta, byl mu přiznán starožitný erb i přídomek ze Všehrd. Jeho potomci žili ještě koncem 19. století. Šlechtové žili také ještě před druhou světovou válkou a existují dodnes.

## Erb
Po spojení měli na červeném štítu půlku šedivého vlka s červeným jazykem, který vyskakoval ze zlatého oblaku.

## Příbuzenstvo
Spojili se s Černíny z Chudenic, Hrobčickými z Hrobčic, pány ze Strašnic či Sekerky ze Sedčic.